# Matix
Matix Clothing es una compañía de skate, surf y snowboard fundada por los skaters profesionales, exmiembros del equipo de DVS Shoe, Daewon Song y Tim Gavin (éste, dueño de DVS) en 1998. La compañía tiene su sede en Torrance, California. La dirección de la empresa es gestionada directamente por los miembros del equipo Matix Marc Johnson, Daewon Song, Rick McCrank, y Mikey Taylor.
Tras el éxito de DVS Shoe, Gavin, su dueño, se enroló junto al surcoreano Daewon Song en la creación de Matix. DVS se abrió camino en el mercado del calzado skate, pero Matix nació como una compañía dedicada tanto al skate como al surf y al snow, basándose en la fabricación de ropa de calle urbana y el patrocinio de skaters, snowboarders y surfistas. Su estrella principal del equipo es el mítico skater Rodney Mullen.
La presencia de Matix en el mercado textil mundial del skateboard ha sido muy importante en los últimos años. La compañía es distribuida por el grupo Podium Distribution, junto a la anteriormente mencionada DVS y Lakai.

## Equipo Matix
- Skate: Daewon Song, Marc Johnson, Mike “Mo” Capaldi, Rick McCrank, Rodney Mullen, Jeron Wilson, JB Gillet, Brandon Biebel, Torey Pudwill, Jesus Fernández y Van Wastell.
- Surf: Gabe Kling, Anthony Petruso, Gusto Gav, Brad Burdick, Micah Byrne, Ricky Whitlock, Dylan Fish y Zander Morton.
- Snowboard: Jeremy Jones y Mikey LeBlanc.